# Bračs flygplats
Bračs flygplats, eller Bols flygplats (IATA: BWK, ICAO: LDSB) är en flygplats på den kroatiska ön Brač, nära staden Bol. Flygplatsen används främst till chartertrafik från Europa under sommarsäsongen. Flygbolag som flyger till flygplatsen under sommartid är Croatia Airlines, Austrian Airlines och Private Wings. Merparten av flygresorna går mellan ön och österrikiska städer. Den 13 juni 2015 öppnas en linje från Malmö till ön.

Karta över Kroatiens flygplatser.

## Flygbolag och destinationer
| Flygbolag         | Destinationer                                  |
| ----------------- | ---------------------------------------------- |
| Austrian Airlines | Säsong: Graz, Innsbruck, Wien                  |
| Croatia Airlines  | Säsong: Zagreb Charter: Graz                   |
| Express Airways   | Säsong: Düsseldorf, Leipzig/Halle, Linz, Malmö |